# Mahāvyutpatti
La Mahāvyutpatti (sanscrito, devanāgarī: महाव्युत्पत्ति, lett. "Grande etimologia"; tibetano: བྱེ་བྲག་ཏུ་རྟོགས་པར་བྱེད་པ།, bye brag tu rtogs par byed pa) è un importante e vasto lessico buddista sanscrito-tibetano composto agli inizi del IX secolo da diversi traduttori indiani e tibetani, tra i quali spiccano Ye śes sde (ཡེ་ཤེས་སྡེ, VIII/IX secolo) e Jinamitra, sotto il patrocinio del re Ral pan can (རལ་པ་ཅན, Ralpachen, regno: 815-838).
Si compone, in una versione, di 9.565 lemmi.
Nel XVIII secolo alcuni dotti cinesi della dinastia Qing vi aggiunsero i lemmi cinesi, manciù e mongolo indicando tale opera come 五譯合璧集要 (Wǔyìhébìjíyào; "Raccolta essenziale di traduzione comparativa di cinque lingue).